# CS-Cipher
En criptografía, el CS-Cipher es un algoritmo de cifrado por bloques inventado por  Jacques Stern y Serge Vaudenay en 1998. 
El algoritmo utiliza una clave de longitud entre 0 y 128 bits (la longitud debe ser múltiplo de 8). Por defecto el cifrador utiliza 128 bits. Opera sobre bloques de 64 bits  utilizando una red de Feistel y está optimizado para trabajar con procesadores de 8 bits. 
El CS-Cipher2 es una alternativa del algoritmo por Tom St Denis.